# (31170) 1997 WO58
1997 دابليو أو 58 (ويعرف أيضًا باسم (31170) 1997 دابليو أو 58 وفق تسمية الكوكب الصغير) (بالإنجليزية: 1997 WO58)‏ هو كويكب ضمن حزام الكويكبات؛ وترتيبه 31170 من حيث الاكتشاف.
اكتُشف هذا الجُرم الفلكي بواسطة Uppsala–DLR Trojan Survey ‏ في 26 نوفمبر 1997.

## وصلات خارجية
- (31170) 1997 WO58 في قاعدة بيانات مختبر الدفع النفاث لأجرام النظام الشمسي الصغيرة

- الاكتشاف · مخطط المدار ·  العناصر المدارية · المعلمات المادية

- (31170) 1997 WO58 على موقع ويكي سكاي: DSS2, SDSS, GALEX, IRAS, Hydrogen α, X-Ray, Astrophoto, Sky Map, Articles and images